# Planet Dinosaur
Planet Dinosaur (Planetasaurio 2D en Hispanoamérica y El planeta de los dinosaurios en España) es un programa de televisión documental británico, constituido por seis episodios de 30 minutos cada uno, producido por Jellyfish Pictures y emitido por primera vez en 2011 en la cadena BBC One, en el Reino Unido. A diferencia de otros célebres documentales sobre dinosaurios que lo precedieron, como Walking with Dinosaurs (1999) o When Dinosaurs Roamed America (2001), Planet Dinosaur está enteramente realizado mediante imágenes generadas por computadora, al igual que el documental estadounidense Animal Armaggedon (2009). Planet Dinosaur se basa en los descubrimientos más recientes sobre la era Mesozoica, haciendo pausas para mostrar las pruebas fósiles en las que se basan.

## Emisiones en otros países
Aunque la serie original británica Planet Dinosaur está constituida por seis partes de 30 minutos de duración cada una, la cadena privada Canal+ emitió Planet Dinosaur en Francia y en España con metrajes y divisiones de episodios completamente reorganizadas. Para la versión francesa (Planète Dinosaures), Canal+ Francia reunió los seis episodios en dos grandes partes de 80 minutos de duración cada una. La primera fue emitida en Francia en octubre de 2012 y la segunda en diciembre de 2012. Para la versión en España (titulada El planeta de los dinosaurios), Canal+ España reunió los seis episodios originales en tres partes de 49 minutos de duración cada una, tituladas respectivamente Los nuevos gigantes, Asesinos de élite y Mundo alienígena, división que se mantuvo en su estreno en abierto en Energy el 6 de enero de 2014.
En Hispanoamérica se la tituló Planetasaurio 2D. Aunque la división original en seis episodios fue respetada, se cortaron escenas en todos los episodios (como la batalla entre Spinosaurus y Carcharodontosaurus del primer capítulo). Es probable que este cambio se haya hecho para ajustar cada capítulo a una duración de 30 minutos, incluidos los comerciales. La serie fue doblada al español y emitida por primera vez en Hispanoamérica por Discovery Channel el 6 de julio de 2013.

## Episodios
La siguiente distribución en seis episodios corresponde a los seis episodios de la serie original. Los títulos en castellano corresponden a la adaptación que Discovery Channel hizo para Hispanoamérica.

### "Mundo Perdido"(Lost World)
Animales que aparecen:
Carcharodontosaurus
Onchopristis
Ouranosaurus
Rugops
Sarcosuchus
Spinosaurus
Crocodilomorfo sin identificar
Pterosaurio sin identificar (posiblemente Alanqa)

### "Dragones emplumados"(Feathered Dragons)
Epidexipteryx
Gigantoraptor
Jeholosaurus
Microraptor
Oviraptor
Saurornithoides
Sinornithosaurus
Sinraptor
Xianglong
Larva de escarabajo sin identificar

### "Últimos asesinos"(Last Killers)
Centrosaurus
Chasmosaurus
Daspletosaurus
Majungasaurus
Rahonavis
Ugrunaaluk (identificado como Edmontosaurus)
Crocodilio gigante sin identificar (posiblemente Deinosuchus)
Trodóntido genérico (identificado como Troodon)
Troodóntido gigante de Prince Creek (género indeterminado, identificado como Troodon)

### "Lucha por la vida"(Fight for Life)
Allosaurus
Camptosaurus
Kimmerosaurus
Pliosaurus funkei (identificado como Depredador X)
Saurophaganax
Squatina
Stegosaurus
Ammonite sin identificar
Pez sin identificar
Pterosaurio sin identificar (posiblemente Kepodactylus)

### "Nuevos gigantes"(New Giants)
Argentinosaurus
Carcharodontosaurus
Mapusaurus
Ouranosaurus
Paralititan
Sarcosuchus
Skorpiovenator
Crocodilomorfo sin identificar
Ornitópodo sin identificar (posiblemente Gasparinisaura)
Pterosaurio sin identificar (posiblemente Lacusovagus)

### "Los grandes sobrevivientes"(The Great Survivors)
Alectrosaurus
Bradycneme
Eurazhdarcho
Gigantoraptor
Hatzegopteryx
Magyarosaurus
Nothronychus
Oviraptor
Suskityrannus (denominado "Zunityrannus" en el programa antes de su descripción formal)
Lagarto sin identificar

## Inexactitudes
- Hatzegopteryx es representado demasiado similar a Quetzalcoatlus.
- Pliosaurus funkei (entonces todavía conocido como Depredador X) es representado con 15 metros de longitud, pero actualmente su longitud se estima en unos 10 metros.[2]
- Microraptor es representado con un plumaje de color pardo claro, pero los análisis posteriores de la estructura microscópica de los restos de sus plumas indican que probablemente tenía un plumaje de color oscuro, con un efecto iridiscente.[3]
- Sinornithosaurus, de acuerdo con el programa, habría empleado veneno para atacar a sus presas, como hace el actual monstruo de Gila, empleando las ranuras de los largos dientes para inyectar veneno procedente de depósitos en su cráneo;[4] esta idea sin embargo ha sido revaluada ya que no existe evidencia de que estos rasgos supuestamente especializados para el veneno no sean un efecto de la preservación del fósil (como los dientes, cuyo longitud está "aumentada" al estar por fuera de sus alvéolos) o diferentes de lo hallado en otros terópodos.[5]
- A Kimmerosaurus y Pliosaurus le faltan la aleta caudal que tenían los plesiosaurios.
- Bradycneme es representado como un trodóntido, cuando es más probable que haya sido un alvarezsáurido.
- Sarcosuchus y Ouranosaurus no fueron contemporáneos al Spinosaurus, ellos vivieron más de diez millones de años antes.
- Se afirma que los trodóntidos fueron los mayores depredadores en el Círculo Polar Artíco sin embargo ahora se sabe que esto es erróneo ya que se encontraron fósiles de Nanuqsaurus, un miembro de la familia de los tiranosáuridos.
- Se dice que Allosaurus tenía la mordida más débil que un león, sin embargo un estudio del 2019 revalúo la fuerza de mordida del Allosaurus y en realidad este pudo llegar a morder tres veces más fuertes que un león.

## Recepción
Tom Sutcliffe del diario Independent encontró que la serie es visualmente "pulida y alegre" pero que el "conocimiento y la ciencia por lo general quedan en segundo lugar en un espectáculo de película de serie B". Brian Switek en su blog de Smitsonian Science "Dinosaur Tracking" comentó "Lo que distingue a Planet Dinosaur, y que yo disfruté mucho, es el hecho de que hay un mínimo de ciencia que se entrelaza en cada episodio respaldando las diferentes viñetas que están presentándose." Él también añadió "...[si bien] Planet Dinosaur no es el perfecto documental de dinosaurios que todos habíamos estado esperando, es aún mucho mejor que cualquier cosa que haya visto últimamente."
Gordon Sullivan, del sitio web DVD Verdict concluyó de manera positiva "Planet Dinosaur es una buena serie que le da a los espectadores un buen sentido de en dónde se encuentra nuestro conocimiento sobre los dinosaurios en este momento. Combinando los estilos de los documentales de naturaleza con la competente narración de la suave voz de John Hurt, es seguro que Planet Dinosaur complacerá por igual a los arqueólogos [sic] en ciernes y a los más veteranos fanáticos de los dinosaurios."